# Mariano Castro Zaldívar
Mariano de la Trinidad de Castro y Zaldívar (Cajamarca, 12 de septiembre de 1828 - Lima, 30 de diciembre de 1906) fue un político, diplomático y empresario agrícola peruano. Fue partidario del presidente de la República Miguel Iglesias y ejerció como ministro de Gobierno y Policía (1883-1884), ministro de Relaciones Exteriores (1884) y ministro de Justicia, Instrucción, Culto y Beneficencia (1884-1885) así como también presidente del Consejo de Ministros (1884-1885). Fue uno de los negociadores peruanos de la firma de la paz con Chile en 1883 luego de finalizada la guerra del Pacífico.

## Biografía
Los orígenes de la familia Castro Iglesias se remontan a los tiempos de la colonia, cuando sus ancestros Cristóbal de Castilla y Guzmán, marqués de Otero y descendiente del rey Pedro I de Castilla, y Luis de Santa Cruz Padilla y Vera, conde de San Juan de Lurigancho, obtuvieron sus títulos nobiliarios por servicios prestados a la Corona española.
Fue hijo de Mariano de la Trinidad de Castro y Taboada y Ana Josefa Zaldívar Martínez de Ochagavía, miembro de una importante familia de Cajamarca, en el norte del Perú,[cita requerida] ciudad de la cual fue alcalde en 1864. Fue elegido Senador por Cajamarca en 1879.
Como pariente cercano del general Miguel Iglesias, apoyó a este caudillo a lo largo de su trayectoria política que se inició con el llamado Grito de Montán de 31 de agosto de 1882, en el que exigía que el Perú firmase la paz con Chile aunque fuera con cesión territorial.
Miguel Iglesias se rodeó de sus parientes inmediatos para organizar su gobierno. Así, además de su cuñado Mariano, estuvieron a su lado sus hermanos José Joaquín y Lorenzo Iglesias y su sobrino político Vidal García y García. El gobierno de Iglesias se instaló primero en Cajamarca, donde convocó a una Asamblea General, mientras que el resto del país le demostraba su repudio. Mariano fue diputado electo por Cajamarca ante dicha Asamblea.
El problema de Iglesias era que no contaba con dinero y sus fuerzas se reducían a unos pocos partidarios, amigos y parientes suyos, de modo que precisaba de ayuda. Los chilenos, deseosos de firmar cuanto antes la paz con el Perú imponiendo sus condiciones, apoyaron a Iglesias para que extendiera su autoridad en el resto del país, ya que inicialmente esta se reducía a Cajamarca. Fue así como Iglesias logró extender su autoridad al departamento de La Libertad.
Mientras tanto, Mariano fue enviado a Lima para persuadir a muchos personajes peruanos de apoyar a Iglesias; al mismo tiempo logró del gobierno de ocupación chilena (que encabezaba el general Patricio Lynch) un préstamo de 30 000 soles, parte del cual fue destinado para la compra de armamento y municiones para las tropas de Iglesias, que entrarían en Lima tras la desocupación del ejército chileno, tal como ocurrió.
Se conserva una carta de Mariano a Iglesias, que es muy elocuente sobre las gestiones que realizó aquel para obtener dicho préstamo:

He podido conseguir con grandes esfuerzos que el general Lynch haga un empréstito a tu gobierno de 30,000 soles fuertes, para pagarlos con los productos de las aduanas que se te vayan entregando, como verás por la copia del recibo que he tenido que dar y que hasta con timbre me lo han exigido, y hay que prevenirle a Vidal García, que de los primeros fondos sean pagados, por honor a ti y a mi firma, a fin de que comience tu gobierno cumpliendo fielmente sus compromisos, y que por alguna eventualidad quedamos en descubierto y nos traiga alguna responsabilidad.
Carta de Mariano Castro Zaldívar a Miguel Iglesias.
Fechada en Lima, 24 de mayo de 1883.

Junto con José Antonio de Lavalle representó al gobierno de Iglesias en las negociaciones orientadas a obtener la paz con Chile, suscribiendo con el representante chileno Jovino Novoa un convenio preliminar, en Chorrillos (marzo de 1883), que no fue bien recibido en el Perú, pues contemplaba cesión de territorios peruanos a Chile. Mariano continuó colaborando con la cancillería, tanto en la firma del Tratado de Ancón, ocurrido el 20 de octubre de 1883, como en la implementación del mismo. Dicho tratado fue aprobado por la Asamblea Constituyente el 8 de marzo de 1884.
El 20 de noviembre de 1883, Mariano asumió como ministro de Gobierno y Policía, en el gabinete presidido por Manuel Antonio Barinaga. Interinamente se encargó de la cancillería entre marzo y abril de 1884. Pasó luego a ser presidente del Consejo de Ministros y ministro de Justicia y Culto, de abril de 1884 a mayo de 1885. Dimitió al concluir sus labores la Asamblea Constituyente.
En 1895 fue elegido nuevamente senador por Cajamarca, cargo que ocupó hasta 1900 con la sola excepción de 1899 cuando fue elegido senador suplente por el departamento de Amazonas.

## Descendencia
En 1851 contrajo matrimonio con la dama María del Rosario Iglesias Pino de Arce, hermana del presidente Miguel Iglesias.
Entre sus hijos estuvieron:
- Francisco Víctor Castro Iglesias, abogado, magistrado, empresario agrícola, ministro de Fomento durante el gobierno del presidente Guillermo Billinghurst Angulo, diputado y senador por Cajamarca y alcalde de dicha ciudad. Se casó con la dama Elvira Mendívil Prunier.
- Mavila Castro Iglesias, casada con el almirante Vidal García y García (hermano de Aurelio García y García), participante en la Guerra del Pacífico y gestor de la paz con Chile.
- Genaro Castro Iglesias, banquero, hacendado, político y alcalde del distrito de Miraflores entre 1915 y 1917. Casado con la dama chilena Aurora Thorndike Mathieu.

Otro descendiente suyo es el ex ministro del Interior Carlos Basombrío Iglesias.